# The Turn Club
The Turn Club is een Nederlandse non-profitorganisatie die in 2017 werd opgericht door componist en sociaal ondernemer Merlijn Twaalfhoven. Het beoogde doel van het collectief is maatschappelijke vraagstukken aanpakken vanuit het gezichtspunt van kunstenaars. Op deze manier wordt beoogd een 'draaiing' (in Engels: ‘turn’) teweeg te brengen in de maatschappij. 

## Leden
Anno 2021 heeft het collectief ongeveer 600 leden, voornamelijk kunstenaars, van uiteenlopende disciplines zoals beeldende kunst, dans, theater, film, performance, muziek en digitale media. Onder anderen kunstenaars Tinkebell en Tabo Goudswaard en filosoof Joke Hermsen sloten zich aan. Andere leden zijn creatieve ondernemers uit bijvoorbeeld het onderwijs of de zorg.
De leden werken individueel of in samenwerking in zogenaamde 'Turnlabs' op het gebied van bijvoorbeeld klimaat, gezondheidszorg, eenzaamheid, culturele diversiteit, armoede, duurzaamheid of vervreemding.

## Doelstellingen
Een van de drijfveren achter de Turn Club is de gedachte dat mensen steeds minder zekerheid ontlenen aan religieuze, politieke en sociale verbanden, terwijl hun problemen complex blijven. The Turn Club: “Bij de immense, complexe uitdagingen waar wij als samenleving momenteel voor staan, zien wij een grote behoefte aan een nieuwe houding waarin oplossingen via verbeelding, schoonheid en spel gevonden kunnen worden.” Het idee van het collectief is dat kunstenaars een visie hebben die anderen mogelijk nog niet zien om traditionele kaders en denkpatronen te doorbreken.

## Projecten

### De Toekomstverkiezing (2022)
De Toekomstverkiezing is een initiatief gestart door Merlijn Twaalfhoven en The Turn Club, in nauwe samenwerking met kinderen, jongeren en actieve burgers die zich zorgen maken over het gebrek aan langetermijnvisie in gemeenteraden. Aan iedereen werd voorafgaand gevraagd wat hun woonplaats tot een goede plek maakt en wat zij een goede wereld vinden voor over dertig jaar. De beschrijvingen en verhalen werden gegoten in twaalf toekomstvisies over hoe men in 2050 lokaal zou kunnen omgaan met werk, voedsel, wonen en gezondheid. Rond half maart 2022 kon iedereen in Nederland, ook kinderen, in alternatieve verkiezingen stemmen op die toekomstvisies.
Rond diezelfde periode waren er ook de gemeenteraadsverkiezingen. De twaalf toekomstvisies en de stemresultaten erop werden aangeboden aan de nieuwverkozen gemeenteraadsleden. Zij krijgen daarmee de boodschap van hun kiezers om zich tijdens hun vierjarig ambtstermijn niet alleen over die jaren zorgen te maken, maar ook de volgende generatie een plek te geven in hun werk. Met raadsleden die zich daartoe willen engageren, wordt op 25 september 2022 een toekomstberaad georganiseerd waarbij jonge en oude burgers uit de deelnemende gemeenten samen beslissen met de raadsleden hoe zij de plek waar zij wonen een goede toekomst kunnen geven.

### De Tegentijd (2021)
Merlijn Twaalfhoven en cultureel ondernemer Jasper Visser lanceerden in 2021 het artistiek project De Tegentijd waarmee ze het langetermijndenken wil bevorderen. Tijdens een georganiseerde wandeling krijgen de deelnemers een muzikale reis door de tijd. Op het einde is er een workshop waar de deelnemers samen kunnen ontdekken welke rol ze zouden kunnen spelen voor toekomstige generaties.
De eerste Tegentijd-wandelingen waren in september 2021 op het cultureel-maatschappelijk festival Festival2030 in Leiden. De deelnemers maakten een wandeling door het Huigpark, via het Singelpark, naar de Oude Sterrewacht waar de workshop doorging. Tijdens de wandeling werd er zogezegd een muzikaal-poëtisch verhaal verteld dat begon bij de oerknal en eindigde in het jaar 2121.

### De Academie voor Onzekerheidsvaardigheid (2020)
Dit project is bedacht door Merlijn Twaalfhoven waarbij les werd gegeven aan scholieren om te leren omgaan met onzekerheid en een houvast te vinden in een steeds veranderende wereld.

### Andere projecten
- Een TurnLab dat zich richt op vernieuwende kunstconcepten in de zorg, zoals alternatieve woonomgevingen voor mensen met dementie.
- Een TurnLab dat zich bezighoudt met ideeën rondom mensen en hun relatie tot de natuur.[1]